# The Colonel's Ward
The Colonel's Ward est un film muet américain réalisé par Thomas H. Ince et sorti en 1912.

## Fiche technique
- Réalisation : Thomas H. Ince
- Date de sortie : États-Unis : : 25 octobre 1912

## Distribution
- Charles K. French
- Ethel Grandin
- J. Barney Sherry
- Enid Markey
- Rhea Mitchell